# Замерзла з Маямі
«Замерзла з Маямі» (англ. New in Town) — американська кінокомедія Йонаса Елмера за участю Рене Зеллвегер та Гаррі Конніка мол.

## Зміст
Люсі Гілл любить розкішні сукні, дорогі авто та дертися вгору кар'єрними сходами. Одного разу з рідного спекотного Маямі її відправляють у відрядження в холодну Міннесоту — звільнити половину працівників збиткового заводу. Щоб виконати завдання, Люсі повинна пристосуватися до суворого клімату і до місцевих жителів, які не збираються тепло приймати її. Хоча Люсі було дуже важко на новому місці, але вона змогла подружитися з місцевими і коли начальство із Маямі вирішило закрити завод через безперспективність, вона вирішує повернутися назад до Нового Ульма і очолити завод, знайшовши інвесторів, а завод перепрофілювати на випуск тапіори, рецепт якої вона взяла в своєї нової знайомої із цього містечка.

## Ролі
- Рене Зеллвегер — Люсі Гілл
- Гаррі Коннік молодший — Тед Мітчелл
- Феррон Гуеррейро — Боббі Мітчелл
- Шивон Феллон — Бланш Ґундерсон
- Вейн Ніклас — Гарві Ґундерсон
- Джонатан Сіммонс — Стю Копенгафер
- Френсіс Конрой — Труді Ван Вуден
- Ненсі Дрейк — Фло
- Майк О'Брайн — Ларс Улстид
- Роберт Смелл — Дональд Арлінг
- Гіларі Керролл — Кімберлі

## Цікаві факти
- «Замерзла з Маямі» — англомовний дебют данського кінорежисера Йонаса Елмера. До цього він знімав тільки на батьківщині. Найвідоміша комедія Елмера — Nynne.
- Дослівний переклад фільму звучить як «Приїжджі» («Новенькі в місті»).
- Викликає інтерес продукт, що випускається за рецептом Бланш Ґундерсон. В англомовному варіанті йдеться про енергетичні батончики, хоча на екрані постійно показують масу, більш схожу на йогурт.
- У Америці дійсно є місто з назвою Нью-Ульм, але розташоване воно не в такому холодному районі, як показано у фільмі. Зйомки проходили у Вінніпегі (Канада), де до моменту зйомок був справжній сніг і стояла відповідна погода.